# Disparition de Patrick Warren et David Spencer
 (août 2023).
Patrick Warren (né en 1985) et David Spencer (né en 1983) étaient deux écoliers anglais ayant disparu le 27 décembre 1996 à Solihull, près de Birmingham. Bien que ces disparitions aient été traitées initialement comme des fugues, les deux enfants sont désormais présumés décédés. Malgré un reportage spécial Crimewatch de la BBC sur l'affaire, et de nombreux appels à témoins, l'affaire reste non-résolue à ce jour (août 2023).
Brian Lunn Field, né en 1937, pédophile et délinquant sexuel, est devenu le principal suspect après sa condamnation en 2001 pour l'enlèvement, le viol et le meurtre de Roy Tutill, 14 ans, en 1968. Field vivait à Solihull en 1996 et est connu pour avoir circulé dans une camionnette blanche dans les environs du dernier lieu connu où se trouvaient les garçons la nuit de leur disparition, alors qu'il était sous l'influence de l'alcool. Il avait déjà été condamné en 1986 pour l'enlèvement de deux garçons dans sa voiture et pour tentative de viol. Alors qu'il était en prison, la police l'a interrogé à de multiples reprises sur la disparition des deux garçons et le suspecte d'en être le meurtrier. Les enquêteurs n'ont cependant jamais eu de preuves suffisantes contre lui pour l'inculper.

## La disparition
Le soir du Boxing Day, en 1996, les meilleurs amis Patrick Warren et David Spencer quittent leurs maisons de Chelmsley Wook pour aller jouer dehors. Patrick est parti avec son tout nouveau vélo qui lui avait été offert à Noël, et David est parti à pied. Les garçon ont été aperçus par un officier de police cet après-midi là, jouant avec un autre groupe d'enfants dans le Meriden Park, où il les a averti de ne pas jouer sur l'étang gelé. Après être rentrés chez eux, ils ont dit à leurs parents qu'ils souhaitaient rendre visite à l'un des frères de Patrick ce soir-là. Derek Warren, un autre frère de Patrick, est allé chercher les garçons le lendemain et s'est rendu compte qu'ils n'étaient jamais arrivés.
Les garçons ont été vus pour la dernière fois juste après minuit, par un pompiste qui leur a donné un paquets de biscuits. Le tout nouveau vélo Apollo rouge de Patrick a été retrouvé, abandonné derrière la station essence à côté des poubelles, bien que la police ait mis des semaines à réaliser qu'il s'agissait du sien,. Le pompiste a déclaré avoir vu les enfants marcher vers le centre commercial local.

## Avancées de l'enquête
La police a d'abord traité la disparition des garçons comme une enquête normale sur personne disparue, et malgré le fait qu'on ne les ait plus revu après le Boxing Day, les officiers ont déclaré aux médias qu'il n'y avait aucune raison de supposer qu'ils avaient subi un quelconque préjudice. Le professeur David Wilson, un criminologiste ayant étudié la réponse initiale de la police à cette disparition, a conclu que l'origine ouvrière de David et Patrick avait influé sur la manière dont leur cas avait été traité : « S'il avait été question de la disparition de deux garçons de la [classe moyenne], cette affaire aurait été traitée totalement différemment. Et c'est au sujet de ce mot que l'on n'a jamais le droit d'utiliser, classe - il s'agissait d'un jugement de classe qui était prêt à les considérer comme des fugueurs, par opposition à des personnes vulnérables. ».
La disparition des garçons a reçu peu d'attention de la part des médias hormis dans la presse locale, ce qui a été cité comme un exemple du « syndrome de la femme blanche disparue ». Cependant, leurs visages ont fait partie des premiers à apparaître sur les briques de lait lors d'une campagne novatrice lancée par le National Missing Persons Helpline en avril 1997. Seulement quelques jours après leur disparition, Nicola Dixon, 17 ans, a été retrouvée violée et assassinée dans un cimetière, à 13 km de là, à Royal Sutton Coldfield. Bien que son assassin ait été retrouvé et condamné, la police a indiqué que l'attention des ressources policières ainsi que celle des médias étaient tournées vers l'affaire Dixon entre Noël 1996 et le Nouvel An 1997.
À l'occasion du 10e anniversaire de leur disparition, les garçons ont fait l'objet d'un appel à témoins dans Crimewatch, qui n'a malheureusement donné aucune nouvelle piste. En 2003, la police des Midlands de l'Ouest a annoncé publiquement qu'un homme de 37 ans avait été arrêté, en lien avec la disparition des garçons. Il a ensuite été libéré sous caution et n'a jamais été inculpé. À la suite d'un second appel à témoins dans Crimewatch, de nouvelles pistes ont été annoncées par la police.
En 2006, la police a annoncé qu'ils étaient « plus proches que jamais » de résoudre le mystère de la disparition des garçons, mais malgré l'espoir des familles, personne n'a été inculpé de leur enlèvement. Après l'examen de l'affaire en 2006, le meurtrier et pédophile Brian Lunn Field a été nommé comme suspect. Cependant, la police n'a jamais pu obtenir une confession ou une preuve suffisante le reliant à cette disparition.

## Brian Lunn Field comme suspect principal
Graham Hill a déclaré en 2021 « Je ne crois pas aux coïncidences. Vous avez un homme déjà condamné pour enlèvement d'enfants, l'enlèvement de deux enfants ensemble, se trouvant à proximité du lieu de disparition de deux garçons. En définitive, selon moi, cela fait de lui un excellent suspect dans cette affaire. De mon point de vue, je n'ai jamais vu meilleur suspect pour cet enlèvement que Brian Field. ». Hill a interviewé Field à de multiples reprises pour la police des Midlands de l'Ouest, et est celui a qui Field a avoué le meurtre de Roy Tutill en 2001.
Field est devenu le suspect principal dans cette affaire après sa condamnation en 2001 pour l'enlèvement, le viol et le meurtre de Roy Tutill à Surrey en 1968,. Après la condamnation de Field, il a été signalé que la police enquêtait déjà sur lui dans le cadre de la disparition de Patrick et David en 1996, ainsi que pour le meurtre d'un autre garçon à Solihull en 1984.
Patrick et David ont été vus pour la dernière fois à proximité de la maison de Field à Solihull. Field a travaillé comme jardinier indépendant dans la région pour un certain nombre de familles locales, avait accès à des terrains vides et buvait régulièrement dans les pubs proches des domiciles des garçons. Il a aussi travaillé comme jardinier pour la famille du petit garçon assassiné en 1984. Field a été condamné à 6 reprises pour délits sexuels sur des garçons, notamment en 1986 pour l'enlèvement de deux garçons, âgés de 13 et 16 ans. Il les a fait monter dans sa voiture et a tenté de les violer,. Après avoir proposé aux enfants de les déposer, il les a menacé avec une clé en croix et leur a dit d'enlever leurs vêtements, mais ils ont finalement réussi à s'échapper en sautant de la voiture en mouvement,. Field reste la seule personne de l'histoire criminelle anglaise à avoir été condamnée pour un tel crime.
La police a interrogé Field alors qu'il était en prison en 2006 au sujet de la disparition de Patrick et David, le soupçonnant de les avoir tués. La police pensait qu'il avait attiré les garçons en dehors du magasin où ils avaient été vus pour la dernière fois, les avait tué et avait enterré leurs corps. Field a nié toute implication et il n'y avait pas assez de preuves pour l'inculper. En 2006, les enquêteurs ont fouillé un terrain que Field utilisait comme décharge à Old Damson Lane, à Solihull, mais ils n'ont rien trouvé.
La police des West Midlands a depuis établi que Field circulait dans une camionnette le soir de la disparition dans la zone où les garçons ont été vus pour la dernière fois, et qu'il était sous l'influence de l'alcool. Information importante puisque Field était connu pour devenir violent sous les effets de l'alcool et il avait commis la majorité de ses crimes en état d'ébriété,. Après avoir avoué le meurtre de Tutill, Field lui-même a déclaré que l'alcool l'incitait à commettre des actes criminels. Il existait également une preuve indiquant que Field avait parlé avec les garçons quelques jours avant leur disparition, ce qui suggère qu'il a pu se lier d'amitié avec eux avant qu'ils ne soient vus pour la dernière fois. Ceci expliquerait pourquoi personne n'a entendu de cri ou de bruits de lutte la nuit de la disparition, puisqu'ils connaissaient peut-être Field et sont montés volontairement dans son véhicule. En 2021, le criminologiste David Wilson a publié un documentaire dans le cadre de sa série Footsteps of Killers, au sujet de la disparition de Patrick et David, dans lequel il discute avec Graham Hill, le détective ayant obtenu la confession de Field pour le meurtre de Tutill. Hill a interrogé Field à de multiples reprises au sujet de cette affaire, et a déclaré penser qu'il était le responsable de leur mort.
En 2016, un nouvel appel à témoin a été lancé. L'inspecteur en chef de la police des Midlands de l'Ouest, Caroline Marsh, a déclaré qu'elle pensait que les enfants étaient décédés, et que les forces de police ne clôtureraient jamais cette affaire tant qu'on ne saura pas ce qui leur est arrivé.

## Documentaire et fouille en 2021
Après la sortie du documentaire de David Wilson, Footsteps of Killers en 2021, les habitants ont organisé des fouilles dans un champ au large de Damson Wood Lane à Solihull après qu'une information ait été reçue d'un homme déclarant avoir vu un homme y creuser à l'époque de la disparition des garçons. Le frère, désormais adulte, de David Spencer a aidé à organiser les recherches.